# Michèle Deslauriers
Pour les articles homonymes, voir Deslauriers.
Michèle Deslauriers, née le 17 janvier 1946, est une actrice québécoise. 

## Biographie
Michèle Deslauriers est diplômée du Conservatoire d'art dramatique de Montréal, promotion 1966.
Elle s'est spécialisée en comédie et en doublage. 
Depuis 2003, c'est sa voix qu'utilise le système Télécité pour annoncer les noms des stations du métro de Montréal.
Elle est l'épouse de l'artiste et homme politique Sébastien Dhavernas. Le couple a deux enfants, la comédienne Caroline Dhavernas et Gabrielle Dhavernas.

## À la semaine prochaine
Depuis septembre 2008, Michèle Deslauriers anime, avec Philippe Laguë, Pierre Verville et Dominic Paquet, l'émission humoristique À la semaine prochaine sur les ondes d'ICI Radio-Canada Première.

## Filmographie

### Cinéma
- 1979 : Éclair au chocolat de Jean-Claude Lord
- 1988 : Le Chemin de Damas de George Mihalka
- 1993 : Cap Tourmente de Michel Langlois : Mme Huot
- 2000 : XChange d'Allan Moyle : Mrs Scott
- 2010 : Détestable moi de Chris Renaud et Pierre Coffin : la mère de Gru (voix québécoise)
- 2012 : Mars et Avril de Martin Villeneuve : standardiste (voix)
- 2021 : L'Arracheuse de temps de Francis Leclerc : la grand-mère
- 2024 : Tous toqués! de Manon Briand : la mairesse du village

### Télévision
- 1971 : Nic et Pic
- 1975 : Y'a pas de problème : Mme Martel
- 1977 : Passe-Partout : Ti-Brin (voix)
- 1979 : Pop Citrouille : varié
- 1980 - 1987 : Bye Bye (TV) : varié
- 1984 : Le 101, ouest, avenue des Pins : Marie-Pierre
- 1986 : L'Amour avec un grand A : Yvette
- 1986 : La Clé des champs
- 1989 : Chambres en ville : sage-femme
- 1991 : Denise... aujourd'hui : Carmen
- 1991 : Marilyn
- 1993 : La Princesse astronaute : actrice tragédienne
- 1993 : Les Intrépides : Voleuse de violons
- 1994 : René Lévesque : Judith Jasmin
- 1997 : Lapoisse et Jobard : détective
- 1998 : La Petite Vie : directrice du salon funéraire / Gérarde
- 1999 : Cornemuse (série jeunesse pour enfants) : Cornette
- 2000 : Le Monde de Charlotte : Rachel Boulanger
- 2005 : La Promesse : Corinne Giasson Marion
- 2005 : Le cœur a ses raisons : Madge
- 2006 : Et Dieu créa… Laflaque : Georgette, Pauline Marois, Denise Bombardier (voix)
- 2014 : Les Beaux Malaises : Monique, la mère fictive de Martin Matte
- 2019 : Les Bogues de la vie : Annette